# Haxby
Haxby est une ville et une paroisse civile du Yorkshire du Nord, en Angleterre. Traversée par la Foss, elle est située à environ 8 km au nord de la ville d'York. Administrativement, elle dépend de l'autorité unitaire de City of York. Au recensement de 2011, elle comptait 8 428 habitants.

## Histoire
Haxby figure dans le Domesday Book sous le nom Haxebi. Au Moyen Âge, elle se trouvait dans la forêt royale de Gaultres.
Jusqu'en 1996, Haxby dépendait du district du Ryedale.